# Carl Ludwig Ferdinand Pollmann
Carl Ludwig Ferdinand Pollmann (* September 1771 in Gummersbach; † 26. November 1818 in Homburg) war ein Verwaltungsbeamter und Landrat des Kreises Homburg.

## Leben
Der als Sohn des Richters Heinrich Pollmann und der Wilhelmina Pollmann, geb. Schoeler geborene Carl Ludwig Ferdinand Pollmann trat nach seinem Studium in Marburg (Immatrikulation am 27. Oktober 1790) im Jahr 1792 in den Staatsdienst ein. Bei seiner Absetzung 1813 war er Friedensrichter des Kantons Gimborn-Neustadt. Als wittgenstein-homburgischer Justizrat wurde Pollmann im Mai 1816 als landrätlicher Kommissar der erste Verwalter des aus der Reichsherrschaft Homburg neu gebildeten Kreises Homburg.

## Familie
Pollmann, der lutherischer Konfession war, heiratete am 27. Dezember 1797 in Koverstein Conradine von Pöppinghausen (* 21. Januar 1770 in Koverstein; † 19. Juli 1831 in Homburg), eine Tochter des Hauptmannes Christoph Jobst von Pöppinghausen und der Dorothea von Pöppinghausen, geb. Berswordt.